# Лебедев, Лев Валерьевич
Лев Валерьевич Лебедев (1923—2010) — советский и российский учёный-медик, хирург, организатор здравоохранения и медицинской науки, доктор медицинских наук (1967), профессор (1976), полковник медицинской службы. Дважды лауреат Государственной премии СССР (1975, 1982). Заслуженный деятель науки Российской Федерации (1998).

## Биография
Родился 12 декабря 1923 года в Пскове в семье служащего.
С 1941 года призван в ряды РККА и после окончания Харьковского военно-медицинского училища направлен в действующую армию на фронт, участник Великой Отечественной войны в составе 260-го гвардейского стрелкового полка 86-й гвардейской стрелковой дивизии 10-го гвардейского стрелкового корпуса 46-й армии — гвардии лейтенант медицинской службы, командир санитарного взвода. Воевал на Южном, 4-м, 3-м и 2-м Украинском фронтах, был ранен. 
С 1945 по 1946 годы — фельдшер батальона Одесского военного округа. С 1946 по 1951 годы проходил обучение в Военно-медицинской академии имени С. М. Кирова, с 1951 по 1957 годы обучался в клинической ординатуре по кафедре факультетской хирургии, ученик профессора В. Н. Шамова. С 1957 по 1967 годы — старший ординатор, младший преподаватель и старший преподаватель кафедры факультетской хирургии Военно-медицинской академии имени С. М. Кирова. С 1967 по 1971 годы —  главный хирург Северной группы войск.
С 1971 по 1976 годы — заместитель начальника кафедры общей хирургии Военно-медицинской академии имени С. М. Кирова. С 1976 по 1993 годы — заведующий кафедрой факультетской хирургии Первого Санкт-Петербургского государственного медицинского университета имени академика И. П. Павлова, с 1993 года — профессор этой кафедры.
В 1957 году Л. В. Лебедев защитил диссертацию на соискание учёной степени кандидата медицинских наук по теме «Применение дикумарина при лечении венозных тромбозов и тромбофлебитов», а в 1967 году — диссертацию на соискание учёной степени доктора медицинских наук по теме «Аллопластика артерий при их повреждениях». В 1976 году Л. В. Лебедеву было присвоено учёное звание профессора.
Основная педагогическая и научно-методическая деятельность Л. В. Лебедева была связана с вопросами в области микрохирургии, сосудистой хирургии и хирургии ожирения. Л. В. Лебедев являлся председателем Секции сердечно-сосудистой хирургии Пироговского общества, вице-президентом Петровской академии наук и искусств и главным специалистом по сосудистой хирургии города Санкт-Петербурга, а так же членом редакционной коллегии журнала «Вестник хирургии имени И. И. Грекова». Он являлся автором свыше 520 научных трудов, трёх монографий и десяти патентов и свидетельств на изобретения, под его руководством было защищено 10 докторских и 36 кандидатских диссертаций.
В 1975 году Постановлением ЦК КПСС и Совета Министров СССР «за создание, разработку технологии и промышленное изготовление специальных текстильных изделий медицинского назначения» Лев Валерьевич Лебедев был удостоен Государственной премии СССР в области науки и техники.
В 1982 году Постановлением ЦК КПСС и Совета Министров СССР «за разработку экстренных микрохирургических операций при травматических ампутациях пальцев и кисти» Лев Валерьевич Лебедев был удостоен Государственной премии СССР в области науки и техники.
31 мая 1998 года Указом Президента России «За заслуги перед государством и большой личный вклад в развитие медицинской науки» Лев Валерьевич Лебедев был удостоен почётного звания «Заслуженный деятель науки Российской Федерации».
Скончался 14 марта 2010 года в Санкт-Петербурге, похоронен на Смоленском православном кладбище.

## Награды и премии
- Орден Отечественной войны II степени (01.08.1986[6])
- Два Ордена Красной Звезды (24.02.1945, 30.12.1956)
- Медаль «За боевые заслуги» (19.11.1951)
- Медаль «За победу над Германией в Великой Отечественной войне 1941—1945 гг.» (09.05.1945)

### Премия
- Государственная премия СССР в области науки и техники (1975[3])
- Государственная премия СССР в области науки и техники (1985[4])

### Звания
- Заслуженный деятель науки Российской Федерации (1998[5])